# Atilla Ateş
Atilla Ateş (* 1937 in Kastamonu, Provinz Kastamonu) ist ein ehemaliger türkischer General, der unter anderem von 1998 bis 2000 Oberkommandierender des Heeres (Türk Kara Kuvvetleri) war.

## Leben
Ateş trat nach dem Besuch der Kadettenanstalt (Işıklar Askeri Lisesi) in Bursa 1955 in die Heeresschule (Harp Okulu) ein, die er 1957 als Fähnrich (Asteğmen) abschloss. Nach dem Besuch der Artillerieschule (Topçu Okulu) wurde er 1959 zunächst Zugführer und dann Batteriechef in einer Artillerieeinheit. Nach Abschluss seiner Ausbildung zum Stabsoffizier an der Heeresakademie (Kara Harp Akademisi) 1969 fand er bis 1982 mehrere Verwendungen in verschiedenen Einheiten des Heeres und war zuletzt stellvertretender Militärattaché an der Botschaft in der Bundesrepublik Deutschland.
Nach seiner Beförderung zum Brigadegeneral (Tuğgeneral) 1982 blieb er zunächst als Militärattaché an der Botschaft in der BRD und war anschließend zwischen 1984 und 1986 Kommandeur der 3. Panzerbrigade in Çerkezköy. 1986 wurde er zum Generalmajor (Tümgeneral) befördert und zum Befehlshaber der 2. Infanteriedivision ernannt, ehe er von 1988 bis 1990 Leiter der Logistikabteilung im Oberkommando des Heeres war.
1990 erfolgte die Beförderung von Ateş zum Generalleutnant (Korgeneral) sowie die Ernennung zum Kommandierenden General des 4. Korps in Ankara. Anschließend war er als Nachfolger von Generalleutnant Hüseyin Karacaaslan vom 6. August 1993 bis zu seiner Ablösung durch Generalleutnant Doğu Aktulga am 22. August 1994 Chef des Stabes des Oberkommandos des Heeres.
Nach seiner Beförderung zum General (Orgeneral) wurde Ateş am 27. August 1994 Nachfolger von General Kemal Yavuz als Kommandeur der Heeresakademie und verblieb auf diesem Posten bis zu seiner Ablösung durch General Necati Özgen am 19. August 1996. Er wiederum folgte am 30. August 1996 General Teoman Koman als Oberbefehlshaber der aus dem VIII. und IX. Korps bestehenden 3. Armee (Üçüncü Ordu) mit dem Hauptquartier in Erzincan. Diese Funktion bekleidete er bis zu seiner Ablösung durch General Nahit Şenoğul am 26. August 1997. Er selbst wurde daraufhin Nachfolger von General Hüseyin Kıvrıkoğlu als Oberbefehlshaber der aus dem II., III. und V. Korps bestehenden 1. Armee (Birinci Ordu), deren Hauptquartier in der Selimiye-Kaserne (Selimiye Kışlası) im Istanbuler Stadtviertel Üsküdar liegt. Auf dieser Funktion verblieb er bis zum 18. August 1998 und wurde danach durch General Çevik Bir abgelöst.
Zuletzt wurde General Ateş am 27. August 1998 Oberkommandierender des Heeres (Türk Kara Kuvvetleri) und damit abermals Nachfolger von General Hüseyin Kıvrıkoğluvon. Er übte diese Funktion zwei Jahre lang bis zu seinem Eintritt in den Ruhestand aus und wurde daraufhin am 25. August 2000 von General Hilmi Özkök abgelöst.
Ateş, der die deutsche Sprache spricht, ist verwitwet und Vater dreier Kinder.